# Jozef Puttera
Doc. Ing. Jozef Puttera, CSc. (* 1961) je slovenský elektrotechnický inženýr a vysokoškolský učitel. Od prosince 2015 je také rektorem Akadémie ozbrojených síl generála Milana Rastislava Štefánika v Liptovském Mikuláši na Slovensku.

## Životopis
- 1985 – úspěšně ukončil Vysokou vojenskou technickou školu v Liptovském Mikuláši (získal titul Ing.) a stal sa starším technikem – učitelem ve Vojenském útvaru 5336 v Karviné.
- 1985 – 2003 byl profesionální voják.
- 1990 – začal vyučovat na Vysoké vojenské technické škole v Liptovském Mikuláši.
- 1991 – úspěšně ukončil interní vědeckou aspiranturu na Vysoké vojenské technické škole v Liptovském Mikuláši.
- 1996 – se habilitoval v oboru Teoretická elektrotechnika.
- 2003 – 2004 byl prorektorem Akadémie ozbrojených síl generála Milana Rastislava Štefánika v Liptovském Mikuláši.
- 2003 – ocenění "medaile za rozvoj Vojenskej akadémie" udělená Vojenskou akadémií v Liptovském Mikuláši.
- 2009 – 2012 byl vedoucím Katedry elektroniky Akadémie ozbrojených síl generála Milana Rastislava Štefánika v Liptovském Mikuláši.
- 2012 – 2015 byl prorektorem Akadémie ozbrojených síl generála Milana Rastislava Štefánika v Liptovském Mikuláši.
- 2015 – prezident Andrej Kiska jej jmenoval rektorem.
- 2019 – prezidentka Zuzana Čaputová jej jmenovala rektorem ve druhém funkčním období.
- Je členem několika profesních organizací.